# Suchá dolina
Suchá dolina je národní přírodní rezervace v katastrálních územích obcí Kvačany, Liptovský Trnovec, Liptovské Matiašovce a Pavlova Ves v okrese Liptovský Mikuláš v Žilinském kraji na Slovensku. Chráněné území je součástí Tatranského národního parku. Vyhlášeno bylo v roce 1993 a jeho rozloha je 1585,54 hektaru. Předmětem ochrany je soubor základních geologických a tektonických stavebních jednotek Tater. V rezervaci se dochovala druhově bohatá rostlinná společenstva, typická pro karpatskou floru. Součástí území jsou krasové jevy (např. Medvedí jeskyně, Dúpnica).